# Тест оценки ситуаций
Тест оценки ситуаций — (ситуационный тест или английский вариант — SJT (Situational Judgement Test) — методика оценки корпоративных, менеджерских и профессиональных компетенций с помощью решения смоделированных проблематичных кейсов с ограниченным числом вариантов ответов. В основном используется в сфере отбора и оценки персонала. Методика позволяет определить поведенческие тенденции, а также оценить каким образом человек будет себя вести в определённых ситуациях, какие знания он будет применять, чтобы разрешить их.
В отличие от большинства психологических методик, ТОС зачастую разрабатывается под индивидуальные запросы и компетенции.
Разработка теста оценки ситуаций
Разработка теста оценки ситуаций начинается с проведения анализа и сбора критических инцидентов. Эти критические инциденты используются для разработки различных ситуаций, в которых потенциальному новому сотруднику необходимо принять решение. После того как эти ситуации разработаны, экспертов в данной области (наиболее успешных сотрудников) просят предложить наиболее и наименее эффективные решения для данной ситуации. Затем определяется количество баллов за каждый вариант, а также система интерпретации полученных результатов.
Валидность
Валидность теста зависит от типа задаваемых вопросов. Вопросы, связанные со знаниями, лучше коррелируют с общими умственными способностями, в то время как вопросы, связанные с поведенческими тенденциями, лучше коррелируют с особенностями личности.
Основные результаты исследования показывают, что знания о межличностном поведении, измеренные с помощью тестов оценки ситуаций, были валидны для прохождения практики (7 лет спустя), а также для выполнения работы (9 лет спустя).
Кроме этого, при разработке ТОС можно столкнуться с рядом проблем. В основном это может касаться разницы между оценкой ситуации человеком уже имеющим опыт в данной сфере и экспертную позицию и новичком, а также ситуации когда сам автор теста определяет- какой ответ является наиболее и наименее эффективным.
История
Первыми двумя методиками, которые были зарегистрированы, были тест «Как руководить» и тест практических суждений Кардалла. В 1958 году Брюс и Лирнер разработали практический тест на супервизию. Практический тест на супервизию должен был определить, могут ли супервизоры совладать с проблематичными ситуациями на работе. Тест помогал определить кто из работников имеет лидерский потенциал, и в большей степени подходит на должность руководителя. Тест оценки ситуаций стал использоваться в сфере трудоустройства только в начале 1990-х годов.
В дальнейшем методику ТОС начали использовать в армии США. «В 1950-х и 60-х её адаптировали для прогнозирования потенциальной эффективности кандидатов и измерения лидерского потенциала».
Сегодня[когда?] ТОС используются во многих компаниях, консалтинговых фирмах, а также активно используются сотрудниками сферы HR.
Примеры с множественным выбором
Часто бывает, что тест на ситуационное суждение имеет несколько правильных ответов, даже если один из ответов может быть более предпочтительным для нанимающей организации.
Пример:
Вы являетесь руководителем производственной группы, работающей с тяжелым оборудованием. Один из ваших производственных операторов сообщает вам, что одна машина в рабочей зоне внезапно вышла из строя и может поставить под угрозу благополучие вашей рабочей группы. Расположите в порядке убывания следующие возможные варианты действий для эффективного решения этой проблемы. от наиболее желательного к наименее желательному:
1. Созвать собрание членов вашей команды для обсуждения проблемы.
2. Сообщить о проблеме директору по безопасности
3. Немедленно выключить станок.
4. Индивидуально расспросите других производственных операторов о проблемах с их станками.
5. эвакуировать свою команду из производственного помещения.
Сценарии могут быть выполнены в различных стилях, таких как:
Анимированные люди и ситуации.
Запись того, как руководитель компании задает вопрос.
Общение с чат-ботом
Оценка в виде квеста
Очная форма оценки
Преимущества перед другими методиками
ТОС показывают более низкий уровень негативного воздействия по полу и этнической принадлежности, чем тесты на когнитивные способности.
В ТОС используются показатели, непосредственно оценивающие поведение, имеющее отношение к работе. Они могут проводиться в массовом порядке, как с помощью ручки и бумаги, так и в режиме онлайн
Процесс разработки ТОС приводит к более высокой релевантности содержания, чем другие психометрические оценки Поэтому они более приемлемы и привлекательны для кандидатов по сравнению с тестами на когнитивные способности, поскольку сценарии основаны на реальных происшествиях.
Они могут быть связаны с различными конструктами — от решения проблем и принятия решений до межличностных навыков. Традиционные психометрические тесты не учитывают взаимодействие между способностями, личностью и другими чертами.
Их можно использовать в сочетании с тестами, основанными на знаниях, чтобы получить более полное общее представление о способности кандидата к определённой работе.
Использование в компаниях
Компании, использующие ТОС подчеркивают следующие особенности использования данной методики(Примечание: эти отчеты не подтверждены рецензируемыми исследованиями):
Могут выявить потребности сотрудников в развитии. Их относительно легко и экономически эффективно разрабатывать, проводить и оценивать
Отмечается более благоприятная реакция соискателей на этот тест, чем на общие тесты умственных способностей.
Тесты оценки ситуаций позволяют провести проверку усвоения навыка, с учётом модели эффективности обучения Дональда Киркпатрика.
Использование для оценки кандидатов
ТОС — популярный инструмент, который работодатели используют в процессе приема на работу, чтобы отсеять потенциальных кандидатов. К списку профессий, для которых почти всегда требуется ТОС, можно отнести: администраторов, менеджеров, пожарных, специалистов по обслуживанию клиентов, медсестер, сотрудников колл-центров и полицейских. Важно отметить, что каждая профессия может иметь свой собственный тест на ситуационную оценку, специфичный для данной области. Однако, как правило, большинство ТОС включают различные типы вопросов и не имеют ограничения по времени.
Одним из самых распространенных видов вопросов в ТОС являются сценарии. Сценарии — это связанные с работой, реалистичные, гипотетические ситуации. Поскольку сценарии, представленные в ТОС, всегда требуют разрешения конфликта, кандидатов просят выбрать предпочтительный метод действий из нескольких возможных вариантов. Конфликт/сценарий может включать отношения между начальником и подчиненным, стресс и разногласия между коллегами по работе и т. д. Описанные ситуации могут варьироваться в зависимости от роли, на которую претендует кандидат.
Другие типы вопросов теста SJT: вопросы с множественным выбором, таблицы ответов «больше-меньше» или «лучше-хуже» (когда необходимо выбрать более одного варианта по определённой шкале), ранжирование и оценка, короткие видеосюжеты (имитирующие ситуацию, о которой спрашивают).
Критика
Сценарии многих ТОС имеют тенденцию быть краткими, поэтому кандидаты не полностью погружаются в сценарий. Это может лишить ситуацию некоторого реализма и снизить качество и глубину оценки.
Форматы ответов в некоторых ТОС не представляют достаточно полный спектр ответов на сценарий. Кандидатов могут заставить выбрать действия или ответы, которые не обязательно соответствуют их поведению. Это может их расстроить, что может повлиять на валидность таких тестов.
Из-за адаптивности ТОС не утихают споры о том, являются ли они валидным измерением конкретного конструкта, компетенции.
ТОС лучше всего подходят для оценки нескольких конструктов, и поэтому трудно разделить конструкты, оцениваемые в тесте. Если один конструкт представляет особый интерес, более практичным может оказаться другой показатель.
Из-за многомерной природы ТОС проблематично оценить надежность с помощью стандартных мер.